# Barbecuemorden
Barbecuemorden, även kända som BBQ-morden, syftar på ett dubbelmord 1975 i Marin County, Kalifornien, USA.

## Bakgrund
Affärskonsulten James "Jim" Olive och hans fru Naomi mördades i sitt hem av sin 16-åriga adoptivdotter Marlene Olive och hennes 20-åriga pojkvän Charles "Chuck" Riley, som sedan försökte göra sig av med kropparna av bränna dem i en grillgrop på en närliggande camping. Riley dömdes till döden för två fall av mord, något som senare ändrades till livstids fängelse med möjlighet till villkorlig frigivning. Marlene Olive, som endast var 16 år, fick ett straff på tre till sex år på en ungdomsanstalt i Kalifornien, från vilken hon släpptes vid 21 års ålder efter att ha avtjänat lite över fyra år.
Fallet fick uppmärksamhet över hela världen på grund av förövarnas ålder, detaljerna i brottet och den stora straffskillnaden mellan de två förövarna.